# Sveriges ambassad i Bern
Sveriges ambassad i Bern är Sveriges diplomatiska beskickning i Schweiz som är belägen i landets huvudstad Bern. Beskickningen består av en ambassad, ett antal svenskar utsända av Utrikesdepartementet (UD) och lokalanställda. Ambassadör sedan 2023 är Carl Magnus Nesser.

## Beskickningschefer
| Namn                   | Period    | Funktion          | Anmärkning                                         |
| ---------------------- | --------- | ----------------- | -------------------------------------------------- |
| Elof Signeul           | 1814–1815 | Diplomatisk agent |                                                    |
| Albert Ehrensvärd      | 1915–1918 | Envoyé            |                                                    |
| Patrick Adlercreutz    | 1918–1922 | Envoyé            |                                                    |
| Jonas Alströmer        | 1922–1925 | Envoyé            | Sidoackrediterad 1924-1925 till Budapest och Wien. |
| Einar Hennings         | 1925–1928 | Envoyé            | Sidoackrediterad till Budapest och Wien.           |
| Karl Ivan Westman      | 1928–1939 | Envoyé            |                                                    |
| Hans Gustaf Beck-Friis | 1939–1940 | Envoyé            |                                                    |
| Zenon P. Westrup       | 1940–1946 | Envoyé            |                                                    |
| Staffan John Söderblom | 1946–1951 | Envoyé            |                                                    |
| Torsten Hammarström    | 1951–1957 | Envoyé            |                                                    |
| Torsten Hammarström    | 1957–1962 | Ambassadör        |                                                    |
| Fritz Stackelberg      | 1962–1965 | Ambassadör        |                                                    |
| Klas Böök              | 1965–1972 | Ambassadör        |                                                    |
| Sven-Eric Nilsson      | 1973–1982 | Ambassadör        |                                                    |
| Bengt Odevall          | 1982–1987 | Ambassadör        |                                                    |
| Hans Ewerlöf           | 1987–1993 | Ambassadör        | Sidoackrediterad till Vaduz 1991–1993.             |
| Jan Mårtenson          | 1993–1996 | Ambassadör        | Sidoackrediterad till Vaduz.                       |
| Folke Löfgren          | 1996–2001 | Ambassadör        | Sidoackrediterad till Vaduz.                       |
| Lars Magnuson          | 2001–2006 | Ambassadör        | Sidoackrediterad till Vaduz.                       |
| Per Thöresson          | 2006–2014 | Ambassadör        | Sidoackrediterad till Vaduz.                       |
| Magnus Hartog-Holm     | 2014–2019 | Ambassadör        | Sidoackrediterad till Vaduz.                       |
| Jan Knutsson           | 2019–2023 | Ambassadör        | Sidoackrediterad till Vaduz.                       |
| Carl Magnus Nesser     | 2023–     | Ambassadör        | Sidoackrediterad till Vaduz.                       |

## Bilder

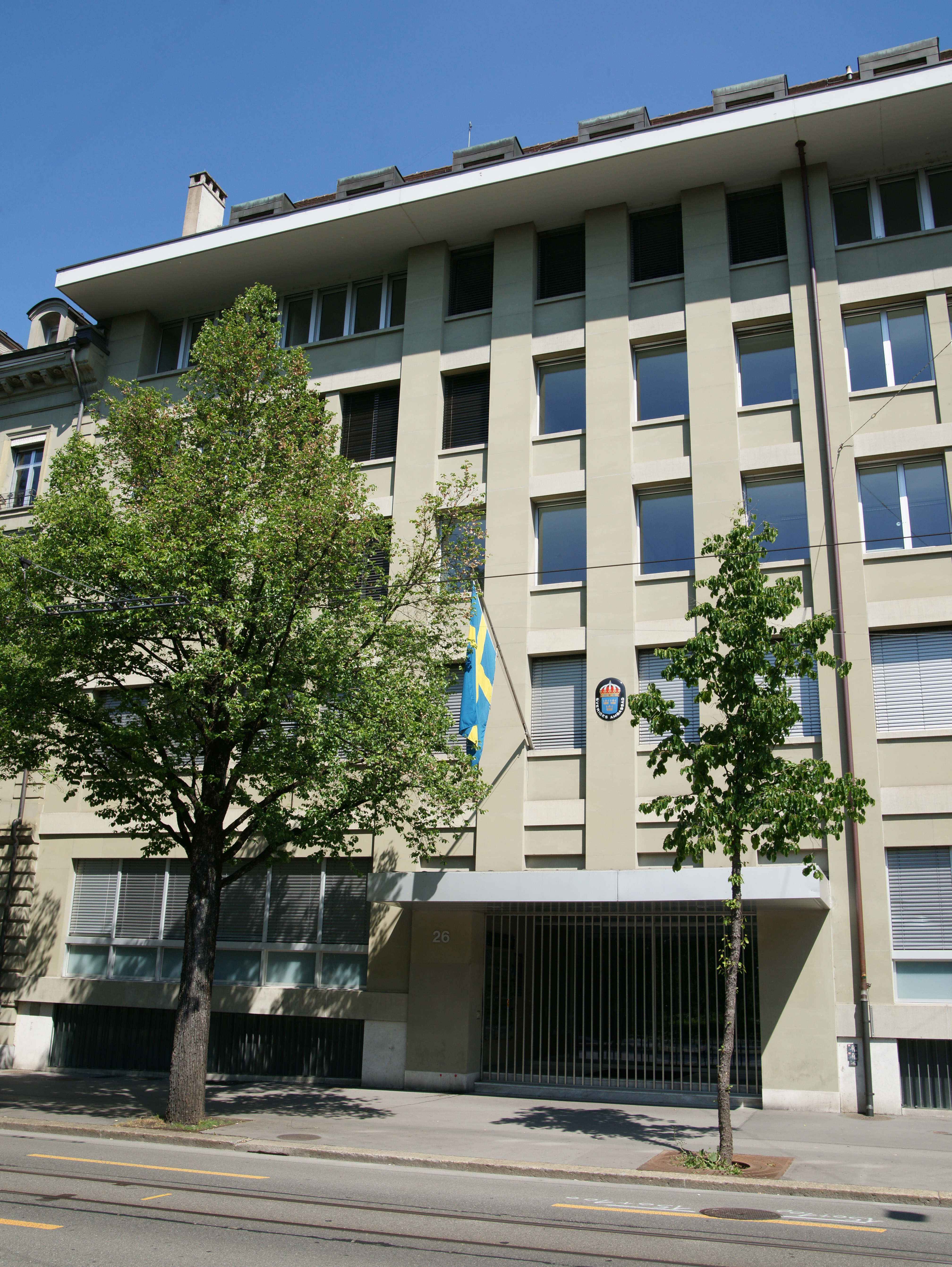
Ambassaden i Bern.